# Citali
Citali is een bestuurslaag in het regentschap Sumedang van de provincie West-Java, Indonesië. Citali telt 3878 inwoners (volkstelling 2010).